# Чистоозер'є
Чистоозер'є (рос. Чистоозерье) — присілок у Большереченському районі Омської області Російської Федерації.
Муніципальне утворення — Старокарасуцьке сільське поселення. Населення становить 28 осіб.

## Історія
Згідно із законом від 30 липня 2004 року входить до складу муніципального утворення Старокарасуцьке сільське поселення.

## Населення
| 1926 | 2002 | 2010 |
| ---- | ---- | ---- |
| 384  | ↘54  | ↘28  |